# Clear Lake City
Pour les articles homonymes, voir Clear Lake.
Clear Lake City est une ville nouvelle du comté de Harris, au Texas, aux États-Unis.
C'est aussi une banlieue de Houston.
La communauté est adjacente au centre spatial Lyndon B. Johnson de la National Aeronautics and Space Administration (NASA), ainsi qu'à des sites d'autres grandes entreprises aérospatiales, notamment Boeing et Lockheed-Martin. La communauté et ses zones adjacentes ont une forte concentration d'ingénieurs due à la fois à la NASA et aux industries pétrochimiques et biomédicales locales.